# Associazione Calcio Forlì 1960-1961
Questa voce raccoglie le informazioni riguardanti l'Associazione Calcio Forlì nelle competizioni ufficiali della stagione 1960-1961.

## Stagione
Nella stagione 1960-1961 il Forlì disputa il girone B del campionato di Serie C, un torneo che prevede una promozione e due retrocessioni. Con 30 punti i biancorossi si piazzano in tredicesima posizione della classifica. Sale in Serie B la Lucchese che vince il campionato con 49 punti, secondo il Cagliari con 45 punti, scendono in Serie D il Viareggio con 28 punti e la Vis Pesaro con 23 punti.
A sorpresa a Forlì, ad Alvaro Bentivogli che aveva allenato e rilanciato la squadra nella precedente stagione, viene affidato l'incarico di Direttore Tecnico, mentre in panchina viene chiamato Zeffiro Furiassi ex calciatore di Lazio e Fiorentina e anche azzurro con la nazionale. Lasciano Forlì il portiere Brenno Fontanesi, Giusto Lodi e Dante Serra, in arrivo il centrocampista Mario Deotto dalla Reggiana ed il mediano Gennaro Ricciardelli dal Bologna, ma soprattutto l'interno Vittorio Zanetti pescato nell'Edelweiss, soprannominato "Bibolo", un centrocampista molto apprezzato a Forlì. Dopo una stentata partenza, la stagione si chiude con i biancorossi tredicesimi in campionato, miglior marcatore stagionale con 11 reti il cesenate Renato Ronconi, per i tifosi forlivesi "Kimba".

## Rosa
| N. |                   | Ruolo | Calciatore        |
| -- | ----------------- | ----- | ----------------- |
|    | Italia (bandiera) | C     | Franco Ballardini |
|    | Italia (bandiera) | C     | Mario Bassi       |
|    | Italia (bandiera) | P     | Oliviero Beltrame |
|    | Italia (bandiera) | A     | Romano Bertoni    |
|    | Italia (bandiera) | D     | Giovanni Brunelli |
|    | Italia (bandiera) | C     | Gianfranco Coaro  |
|    | Italia (bandiera) | D     | Antonio Colombo   |
|    | Italia (bandiera) | A     | Franco Cottignola |
|    | Italia (bandiera) | C     | Mario Deotto      |
|    | Italia (bandiera) | C     | Gianenrico Ghigi  |
|    | Italia (bandiera) | C     | Gianpaolo Landi   |
|    | Italia (bandiera) | C     | Paolo Luzi        |

| N. |                   | Ruolo | Calciatore           |
| -- | ----------------- | ----- | -------------------- |
|    | Italia (bandiera) | P     | Fausto Mezzanzanica  |
|    | Italia (bandiera) | D     | Renato Picci         |
|    | Italia (bandiera) | D     | Roberto Ricci        |
|    | Italia (bandiera) | C     | Gennaro Ricciardelli |
|    | Italia (bandiera) | A     | Renato Ronconi       |
|    | Italia (bandiera) | A     | Addis Savoldi        |
|    | Italia (bandiera) | D     | Riccardo Sorci       |
|    | Italia (bandiera) | D     | Luigi Tresoldi       |
|    | Italia (bandiera) | C     | Mario Uxa            |
|    | Italia (bandiera) | C     | Bruno Villa          |
|    | Italia (bandiera) | C     | Vittorio Zanetti     |

## Risultati

### Girone di andata
| Arbitro: | Barolo (Noale) |

|                 |           |  |
| Meglio 68’, 72’ | Marcatori |  |

| Arbitro: | Caporali (Cremona) |

|                     |           |                                |
| Savoldi 29’ Uxa 82’ | Marcatori | 50’, 70’ Mannucci 72’ Bassetto |

| Arbitro: | Fratti (Mantova) |

|                          |           |                     |
| Gratton 62’ Ghiadoni 65’ | Marcatori | 68’ Savoldi 75’ Uxa |

| Arbitro: | Schinetti (Brescia) |

|  |           |                                 |
|  | Marcatori | 37’ Beccaccioli 75’ Mastroianni |

| Arbitro: | Ferrando (Roma) |

|                     |           |  |
| Santopadre 34’, 76’ | Marcatori |  |

| Arbitro: | Bellotto (Pordenone) |

|              |           |  |
| Bertetto 26’ | Marcatori |  |

| Arbitro: | Magrini (Venezia) |

|                                          |           |            |
| Bertoni 7’ Cottignola 36’ Uxa 38’ (rig.) | Marcatori | 15’ Poggio |

| Arbitro: | Marchiori (Padova) |

|                                       |           |             |
| Frilli 48’ Zucchini 54’, 69’ Mori 64’ | Marcatori | 81’ Bertoni |

| Arbitro: | Trezza (Verona) |

|             |           |            |
| Ronconi 21’ | Marcatori | 52’ Vitali |

| Arbitro: | Ciferri (Roma) |

|             |           |                  |
| Ronconi 15’ | Marcatori | 89’ (aut.) Picci |

| Arbitro: | Giunti (Arezzo) |

|  |           |                |
|  | Marcatori | 83’ (rig.) Uxa |

| Arbitro: | Vitullo (Campobasso) |

|                  |           |  |
| Serradimigni 43’ | Marcatori |  |

| Arbitro: | Gioggi (Roma) |

|                             |           |  |
| Ronconi 46’, 77’ Deotto 68’ | Marcatori |  |

| Arbitro: | Magrini (Venezia) |

|                                 |           |                      |
| Pensotti 48’ (aut.) Ronconi 87’ | Marcatori | 90’ (rig.) Cavallini |

| Arbitro: | Limone (Caserta) |

|               |           |                  |
| Cavazzoni 70’ | Marcatori | 60’ (aut.) Regni |

| Arbitro: | Orlando (Bergamo) |

|               |           |                  |
| Voltolina 62’ | Marcatori | 75’ Ricciardelli |

| Arbitro: | Saetti (Padova) |

|                                    |           |  |
| Savoldi 16’ Bertoni 56’ Deotto 89’ | Marcatori |  |

### Girone di ritorno
| Arbitro: | Pignatta (Torino) |

|  |           |              |
|  | Marcatori | 74’ Bortolon |

| Arbitro: | Magrini (Venezia) |

|              |           |  |
| Mantovani 6’ | Marcatori |  |

| Arbitro: | Galatolo (Santa Margherita Ligure) |

|            |           |          |
| Savoldi 8’ | Marcatori | 29’ Lodi |

| Arbitro: | Agrò (Palermo) |

|                         |           |  |
| Ricciardelli 32’ (aut.) | Marcatori |  |

| Forlì 5 marzo 1961 22ª giornata | Forlì             | 0 – 0 | Del Duca Ascoli | Stadio Tullo Morgagni\| Arbitro: \| Paciello (Foggia) \| |
| Arbitro:                        | Paciello (Foggia) |       |                 |                                                          |

| Arbitro: | Orlando (Bergamo) |

|                  |           |  |
| Ricciardelli 40’ | Marcatori |  |

| Arbitro: | Baldassarre (Udine) |

|                             |           |             |
| Bartolini 46’ Falsiroli 53’ | Marcatori | 67’ Ronconi |

| Arbitro: | Bernardis (Trieste) |

|                              |           |  |
| Ricciardelli 13’ Bertoni 19’ | Marcatori |  |

| Arbitro: | Negri (Monza) |

|            |           |  |
| Vitali 53’ | Marcatori |  |

| Arbitro: | Gioggi (Roma) |

|                  |           |                                 |
| Facchin 29’, 59’ | Marcatori | 67’ (rig.) Brunelli 85’ Ronconi |

| Arbitro: | Gandiolo (Alessandria) |

|                         |           |          |
| Ronconi 10’ Savoldi 40’ | Marcatori | 4’ Bacci |

| Arbitro: | Zanchi (Mestre) |

|                  |           |  |
| Savoldi 58’, 75’ | Marcatori |  |

| Arbitro: | Ciferri (Roma) |

|            |           |  |
| Guerra 35’ | Marcatori |  |

| Arbitro: | Galatolo (Santa Margherita Ligure) |

|                    |           |                         |
| Torriglia 30’, 65’ | Marcatori | 54’ Savoldi 76’ Ronconi |

| Arbitro: | Caputo (Molfetta) |

|                             |           |            |
| Ronconi 10’, 89’ Deotto 78’ | Marcatori | 9’ Morelli |

| Forlì 28 maggio 1961 33ª giornata | Forlì             | 0 – 0 | Cesena | Stadio Tullo Morgagni\| Arbitro: \| D'Auria (Salerno) \| |
| Arbitro:                          | D'Auria (Salerno) |       |        |                                                          |

| Arbitro: | Di Maio (Palermo) |

|                         |           |  |
| Magrini 62’ Venturi 74’ | Marcatori |  |